# جک برش (بازیکن فوتبال)
جک برش (انگلیسی: Jack Cutting; ۱۵ آوریل ۱۹۲۴ – ۲۴ آوریل ۱۹۸۵) بازیکن فوتبال اهل بریتانیا بود.
از باشگاه‌هایی که در آن بازی کرده‌است می‌توان به باشگاه فوتبال فلیتوود و باشگاه فوتبال اولدهام اتلتیک اشاره کرد.